# Prince Owusu
Prince Osei Owusu (* 7. Januar 1997 in Wertheim) ist ein deutsch-ghanaischer Fußballspieler. Er steht aktuell bei CF Montreal in der Major League Soccer unter Vertrag.

## Karriere

### Verein
Owusu spielte in der Jugend zunächst für den SV Grün-Weiss Sommerrain und den FC Stuttgart-Cannstatt. 2009 wechselte er in das Nachwuchsleistungszentrum des VfB Stuttgart. In der U17-Bundesliga 2013/14 wurde Owusu Torschützenkönig der Staffel Süd/Südwest. Zur Saison 2015/16 stieg er vorzeitig in den Kader der zweiten Mannschaft des Vereins in der 3. Liga auf. In den folgenden beiden Spielzeiten konnte er sich dort jedoch nicht als Stammspieler durchsetzen, wobei die Mannschaft 2016 in die Regionalliga Südwest abstieg. Im Januar 2017 wechselte Owusu zur zweiten Mannschaft der TSG Hoffenheim, bei der er daraufhin Stammspieler wurde. In der Saison 2017/18 wurde er mit 13 Treffern in 27 Einsätzen bester Torschütze der Mannschaft.
Im Sommer 2018 verpflichtete ihn daraufhin der Zweitligist Arminia Bielefeld. Bei den Ostwestfalen unterzeichnete Owusu einen Kontrakt bis 2021. Sein Pflichtspieldebüt gab er im DFB-Pokal 2018/19, dabei gelangen ihm beim 5:0-Sieg über Lok Stendal zwei Tore. Nach elf Zweitliga-Einsätzen während der Hinrunde wurde er im Januar 2019 bis Saisonende an den Drittligisten TSV 1860 München verliehen, mit dem er als Tabellenzwölfter die Klasse hielt. Nach seiner Rückkehr wurde er in Bielefeld nicht eingesetzt und wechselte zum 8. Spieltag der Drittligasaison 2019/20 erneut für ein Jahr zu den Löwen, bei denen er Stammspieler wurde.
Im Oktober 2020 löste der Stürmer seinen Vertrag in Bielefeld auf und wechselte anschließend zum Zweitliga-Konkurrenten SC Paderborn 07. Dort unterschrieb er einen Kontrakt über zwei Spielzeiten. In der 3. Runde des DFB-Pokals 2020/21 traf er mit seiner Mannschaft auf Borussia Dortmund, wobei er in der siebten Minute der Nachspielzeit einen Elfmeter zum 2ː2 verwandelte und somit seiner Mannschaft die Verlängerung sicherte. In der Liga kam er in den folgenden eineinhalb Jahren jedoch nicht über den Status eines Einwechselspielers hinaus und schloss sich daher im Januar 2022 dem Ligakonkurrenten FC Erzgebirge Aue an. Dort unterschrieb einen Vertrag bis zum Saisonende, der sich bei Klassenerhalt automatisch bis Ende Juni 2023 verlängert hätte. Im Lauf der Rückrunde konnte er sich als Stammspieler durchsetzen und verpasste vier Spiele lediglich aufgrund von Sperren, stieg aber am Saisonende mit dem Verein ab.
Nach dem Abstieg verließ er die Auer wieder und wechselte innerhalb der zweiten Bundesliga zum SSV Jahn Regensburg, bei dem er einen Vertrag bis zum 30. Juni 2024 erhielt. Im Sommer 2023 verließ er den Jahn vorzeitig und unterschrieb einen Vertrag bis Ende 2024 beim Toronto FC in der MLS. Im Januar 2025 wechselte er innerhalb der MLS zu CF Montreal.

### Nationalmannschaft
Im November 2011 absolvierte Owusu zwei Spiele für die deutsche U15-Nationalmannschaft, in denen er jeweils ein Tor erzielte. Er gab im Rahmen eines Vier-Länder-Turniers in der Türkei am 13. November 2014 sein Debüt für die deutsche U18 und verwandelte dabei gegen die Niederlande einen Elfmeter. Owusu spielte auch in den folgenden beiden Spielen des Wettbewerbs und gewann mit Deutschland dieses Testturnier. Bei seinem Debüt für die deutsche U19-Nationalmannschaft verwandelte Owusu am 4. September 2015 gegen England ebenfalls einen Strafstoß.